# Pandanus obsoletus
Pandanus obsoletus là một loài thực vật có hoa trong họ Dứa dại. Loài này được R.E.Vaughan & Wiehe miêu tả khoa học đầu tiên năm 1953.